# Pilar Homem de Melo
Pilar Homem de Melo (Lisboa, 5 de Julho de 1963) é uma cantora e compositora portuguesa e uma das principais responsáveis pela Nova Música Pop portuguesa.

## Biografia

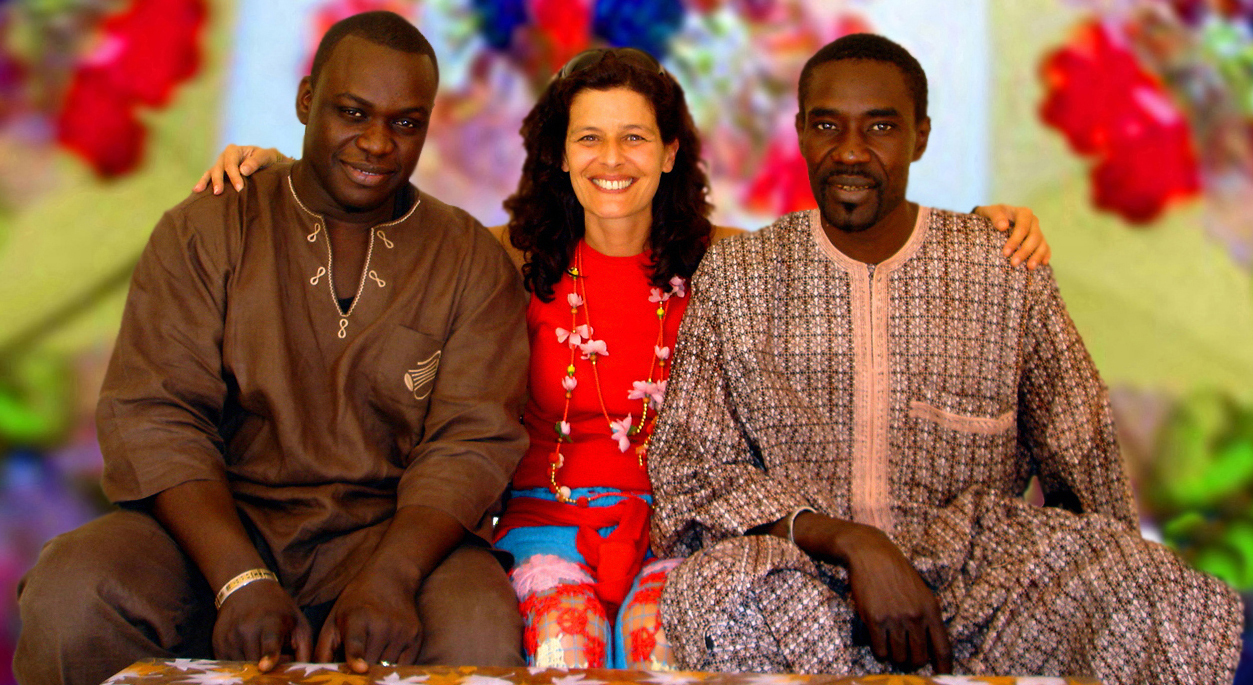
Pilar com Habib Faye e Thio Mbaye em 2006.

Na sequência da revolução de 25 de Abril de 1974, Pilar muda-se para o Rio de Janeiro em 1975 juntamente com a família, onde conhece os mais relevantes representantes da MPB – destacando-se a grande amizade feita com Caetano Veloso – que influenciaram determinantemente a sua música
Graduou-se no curso superior de música na Berklee College of Music, em Boston, entre 1982 a 1985.
Em 1988 assinou contrato com a editora EMI que lança, no ano seguinte, o seu homónimo álbum de estreia produzido por Wayne Shorter
Em 1991 actua na primeira parte dos concertos de Suzanne Vega , no Pavilhão de Cascais  e no Coliseu do Porto.
Em 1993 editou o álbum Pecado Original, gravado no Marcus Studio em Londres. com produção de Steve Davis e a participação de Vicente Amigo.
Apresenta em 2000, conjuntamente com Anamar e Né Ladeiras, o espectáculo SM-58 do qual se editou em 2002 o CD "Ao Vivo - Anamar Né Ladeiras Pilar".
Em 2001 editou o CD Não Quero Saber 
e em 2003 é editado o álbum Põe um Bocadinho + Alto
Em 2005 apresenta o concerto Cristal no Grande Auditório do Teatro São Luiz em Lisboa. Neste espectáculo são apresentadas novas composições e versões de temas como Fria Claridade de Pedro Homem de Mello e Um Indio de Caetano Veloso. Teve a participação do percussionista Thio Mbaye assim como de Jorge Palma. No mesmo ano, a editora francesa Vogue  - pertencente à Sony Music Entertainment - elegeu Pilar Homem de Melo como uma das mais belas compositoras de Portugal, incluindo-a na sua coletânea Portugal, les Plus Belles Chansons, um conjunto de quatro CD’s onde um dos temas de Pilar - Não quero saber -  é o escolhido como número 1.
Em 2006 viaja para o Senegal onde trabalha nos arranjos de novas composições com Habib Faye e Thio Mbaye actuando no Casino du Cap Vert em Dakar. Pilar toma assim consciência da crescente importância de África na cultura ocidental contemporânea.
Muda-se para Espanha em 2011, onde se encontra a compor.

## Discografia
- 1989 - Pilar
- 1993 - Pecado Original
- 2001 - Não Quero Saber
- 2002 - Ao Vivo - Anamar . Né Ladeiras . Pilar
- 2003 - Põe um Bocadinho + Alto